# 271. Infanterie-Division (Wehrmacht)
Die 271. Infanterie-Division (kurz: 271. ID) war eine deutsche Infanteriedivision im Zweiten Weltkrieg.

## Geschichte

### Aufstellung
Die Division wurde am 22. Mai 1940 aufgestellt. Die Aufstellung dieser Division wurde für den Fall eines länger andauernden Westfeldzuges geplant.

### Abbruch der Aufstellung
Aufgrund eines schnellen Endes des Westfeldzugs durch den Abschluss eines Waffenstillstandes mit Frankreich wurde die Aufstellung der Division vor ihrer Vollendung am 22. Juli 1940 abgebrochen.

### Wiederaufstellung
Erneut aufgestellt am 17. November 1943 in den Niederlanden.
Besatzungsdivision Frankreich
Die Division wurde später an verschiedenen Orten in Frankreich stationiert.

### Operation Overlord
In den Kämpfen nach der alliierten Landung in der Normandie eingesetzt, erlitt die Einheit schwere Verluste.

### Vernichtung
Im Kessel von Falaise wurde die Reste der Division im August 1944 vollständig zerschlagen.

### Verwendung der Reste der Division
Erneut aufgestellt wurde die Division am 17. September 1944, als 271. Volksgrenadier-Division.